# Luigi Sommariva
Luigi Sommariva (Forlì, 11 aprile 1892 – Cattaro, 16 agosto 1918) è stato un militare e aviatore italiano, fratello maggiore di Camillo Sommariva, anch'egli aviatore.

## Biografia
Nacque a Forlì l'11 aprile 1892, da famiglia proveniente dal paese di Cerea, in provincia di Verona; l'anno successivo nascerà il fratello Camillo. Dopo aver conseguito il diploma presso un Istituto Tecnico di Brescia, a diciotto anni si iscrive al Politecnico di Torino, alla facoltà di ingegneria e, vista la sua passione sportiva, entra anche nel S.U.C.A.I. (Sottosezione Universitaria del Club Alpino) di Torino.  Allo scoppio della Prima Guerra Mondiale in Regno d'Italia, nel 1915, entra nell'Regia Accademia Militare di Modena.
Nominato sottotenente del genio militare rimane a Modena come istruttore delle reclute, attività che porta avanti poi anche presso il deposito del 5º Reggimento Genio Minatori, dove viene trasferito. Successivamente segue un corso di pilotaggio per dirigibili a Ciampino, dove consegue la nomina a ufficiale di bordo e viene coinvolto nell'allestimento di un nuovo tipo di dirigibile, l'A.1, destinato ai voli in alta quota. L'aeronave viene però rifiutata dal Regio Esercito per eccessiva rumorosità ed è quindi assegnata alla Regia Marina. Luigi ne segue allora il trasferimento, volando da Ciampino a Grottaglie (Taranto), luogo dove continua la messa a punto del dirigibile, che manifesta anche problemi ai sistemi di governo. Tra il 6 e il 7 agosto 1918, di notte, l''A.1 effettua la prima missione di guerra con l'obiettivo di bombardare la base austriaca di Cattaro, sulla costa dalmata, in particolare l'arsenale di Teodo. Viene registrato lo sganciamento di 18 bombe del peso complessivo di una tonnellata. Durante il ritorno, tuttavia, l'aeronave manifesta un grave danno: si rompe il frenello di comando “a scendere” dei piani di quota ed egli, come ufficiale di bordo, vi pone rimedio con una manovra azzardata in alta quota, mettendosi a cavalcioni di un cavo d’acciaio a 2.000 metri dal suolo e lavorando sul carrello di comunicazione fra le due navicelle, ma riesce a riparare il guasto e a far tornare l'aeronave alla base..

### La morte
Pochi giorni dopo, il tenente Sommariva scrive poche parole ai genitori:
La seconda missione del dirigibile partì nella notte del 16 agosto 1918, sempre verso la temuta base navale austriaca di Cattaro. Nulla si sa dell'esito della missione, se cioè l'aeronave raggiungesse l'obiettivo e scaricasse le sue bombe sull'arsenale, ma pare che la violenta reazione della contraerea nemica abbia colpito il dirigibile che si inabissò nel Mare Adriatico con a bordo, oltre al ten. Sommariva, tutto l’equipaggio composto dal ten.Marcello Arlotta  (comandante), dal ten. Giovanni Vigliani, dal sottoten. Carlo Salone , dal sottoten. Silvio Vassallo, dal serg. magg. Giovanni Faccio, dal serg. Aldo Dorio e dal serg. Ettore Danieli.
Il mattino seguente degli idrovolanti furono mandati in ricognizione per recuperare eventuali superstiti, ma l'esito fu negativo. Il comandante Guido Milanesi scrisse di questa drammatica operazione: «Fu questo, senza dubbio, l’avvenimento più tragico dell’Aeronautica della Regia Marina».
Luigi Sommariva viene insignito postumo della laurea "ad Honorem" in ingegneria. A lui e al fratello Camillo vengono intitolati anche il Labaro del nucleo Associazione Arma Aeronautica di Cerea, il 112° Deposito Sussidiario A.M., una piazza e l'Istituto Comprensivo di Cerea, il paese di origine della famiglia.